# Għonnella
Għonnella [oˤːnˈnɛl.lə] (pl. enemienel [eˤːˈnɛːnəl] ), denumit uneori Faldetta , era o formă de rochie și șal pentru femei, sau mantie cu glugă, unică pentruinsulele mediteraneene Malta și Gozo . Ea își are originea și are unele asemănări cu charshaf-ul turcesc, dar avea în mod deosebit o bucată de carton cusută în interior (cu glugă), în partea de sus deasupra capului. A existat o versiune albastră diferită în sud-estul Maltei și a fost denumită xurqana .  Un altul din satul Għargħur era denumit stamijna .
În general, era făcută din bumbac sau mătase și, de obicei, negru sau altă culoare închisă, deși din secolul al XVI-lea încoace, femeile nobile și femeile din gospodăriile mai bogate purtau frecvent enemienel alb sau viu colorat . Għonnella a acoperit capul, și încadrată dar nu au acoperit fața. Partea superioară a ghonnella a fost amidonată destul de rigid și a primit un cadru larg, rotunjit, format prin intermediul unei scândură, trestie sau os de balenă.
Dintr-o perspectivă practică, această capotă largă a captat brizele răcoritoare atât de necesare în timpul verii fierbinți malteze . În zilele mai răcoroase, purtătoarea și-ar putea înfășura ghonnella mai strâns în jurul feței, făcând o ușoară ajustare. Partea inferioară a ghonnella ar putea fi purtată lejer drapată în jurul corsetului și șoldurilor purtătorului sau mai strâns înfășurată în cazul vremii nefavorabile. De obicei ar scădea până la jumătatea gambei. În timpul mersului, purtătoarea ținea una sau ambele părți ale ghonnella prinsă în mâna dreaptă.

Originile ghonnella sunt necunoscute. A fost descrisă ca o „îmbrăcăminte vestică, purtată într-o manieră estică”.  Istoricii maltezi Ciantar și Abela au fost de părere că għonnella a evoluat din portul tradițional sicilian:
„Nu se poate nega că schimburile frecvente între maltezi și sicilieni au influențat obiceiurile locale. Influența siciliană poate fi descoperită atât în obiceiurile alimentare ale maltezilor, cât și în costumele purtate în Malta. Veșmintele purtate de femeile malteze este un caz concret. Femeile din Malta poarta o manta lunga neagra care curge in jos de la cap pana la calcai.Spre deosebire de Sicilia, plasa (strascino) nu se poarta. Femeile noastre din clasele inferioare poarta o manta din lana neagra. Femeile nobile, soțiile profesorilor de drept și medicină și cetățenii bogați poartă mantale din mătase...” 
O doamnă într-o Faldetta
Potrivit legendei locale, għonnella a fost introdusă pentru prima dată în Malta în 1224 d.Hr., ca semn de doliu de către femeile din Celano din regiunea Abruzzi din Italia, care se spunea că ar fi fost expulzate - mai întâi în Sicilia , apoi Malta - de Enrico de Morra, acționând la ordinele Sfântului Împărat Roman Frederic al II-lea , în urma masacrului soților lor. Există câteva dovezi istorice ale acestui eveniment înregistrate în cronicile lui Riccardo di San Germano:
„Henricus de Morra iussu imperiali Celanenses reuocat ubique dispersos, ut ad propria redeant, et redeuntes capit et in Siciliam mittit, quos apud Maltam dirigit Imperator”. 
O legendă alternativă, care joacă pe asemănarea dintre Faldetta și un obicei tradițional de călugăriță, sugerează că femeile din Malta au adoptat acest costum în 1798, pentru a alunga avansurile nedorite ale trupelor lui Napoleon Bonaparte . Cu toate acestea, această teorie a fost respinsă ca un basm într-un eseu National Geographic despre Malta (1935). 
Potrivit unei alte legende, għonnella s-a dezvoltat datorită cerinței canonice stricte (pre- Conciliul Vatican II ) ca femeile să- și acopere capul înainte de a intra într-o biserică catolică . Se spune că fetele mai sărace de la țară, care nu își puteau permite o mantie sau un șal, au îndeplinit cerința voalului punând o fustă de rezervă peste cap, care a evoluat treptat în għonnella. Alții speculează că este o modificare vernaculară a vălului estic; ar putea fi și o variantă locală a mantilei spaniole. Ghonnella din italiană Gonnella, diminutiv pentru Gonna = Fusta.

Există referiri la għonnella în înregistrările timpurii ale Cavalerilor Sf. Ioan ( Ordinul de Malta ) și în cărțile de călătorie din secolul al XVIII-lea. Louis De Boiseglin, istoricul Cavalerilor de Malta a scris după cum urmează:
„Femeile malteze sunt mici și au mâini și picioare frumoase. Au ochi negri și fine, deși uneori par să mijească ochii, din cauza faptului că privesc mereu din același ochi; jumătate din față fiind acoperită cu un fel de voal făcut. din mătase numită Faldetta, pe care o răsucesc foarte grațios și o aranjează cu multă eleganță.Femeile chiar și de cel mai înalt rang, spre deosebire de soții lor, își păstrează constant costumul și oricine ar adopta moda franceză s-ar face foarte ridicol. Le plac foarte mult ornamentele din aur și argint și nu este neobișnuit să vezi chiar și țăranii încărcați cu bibelouri din acele metale.” 
Ilustratorul și călătorul victorian, William Henry Bartlett , a fost în mod clar intrigat de Faldetta , descriind-o după cum urmează în 1851:
„În continuare, coborând ușor treptele din spate, este o doamnă malteză , învăluită în mantila ei elegantă de mătase neagră, un costum despre care se poate spune că îl face atrăgător chiar și pe cel urât, în timp ce frumosul devine în mod pozitiv irezistibil: atât de grav și totuși atât de picante, atât de călugărițe și totuși atât de cochete, sunt pliurile sale foșnitoare, desenate cu gust în jurul capului, astfel încât să arunce o expresie suplimentară într-un ochi adânc și întunecat și să ușureze o mână cu mănuși albe și piciorul andaluz mai conic. ." 

## Dispariția luiGħonnella
Timp de secole, ghonnella a fost omniprezentă în toată Malta, purtată practic de toate femeile adulte malteze. 
Era atât de popular încât existau multe croitorese a căror unică sarcină era să proiecteze, să decupeze și să coasă enemie .
Cu toate acestea, a căzut rapid în uz în anii 1940 și 1950, după cel de-al Doilea Război Mondial .  Până în anii 1970, a fost rar văzut,  cu excepția membrilor mai în vârstă ai mișcării misionare laice malteze , Societas Doctrinæ Christianæ (MUSEUM) . Għonnella a dispărut complet până la sfârșitul secolului 20; una dintre ultimele femei care l-a purtat a fost Ċensa Vella din Victoria, Gozo , care a purtat haina până la începutul anului 1991. 
Îmbrăcămintea cu glugă a ocupat mult spațiu și, din acest motiv, a devenit imposibil de purtat în autobuzele publice malteze . 